# Lega tipografica

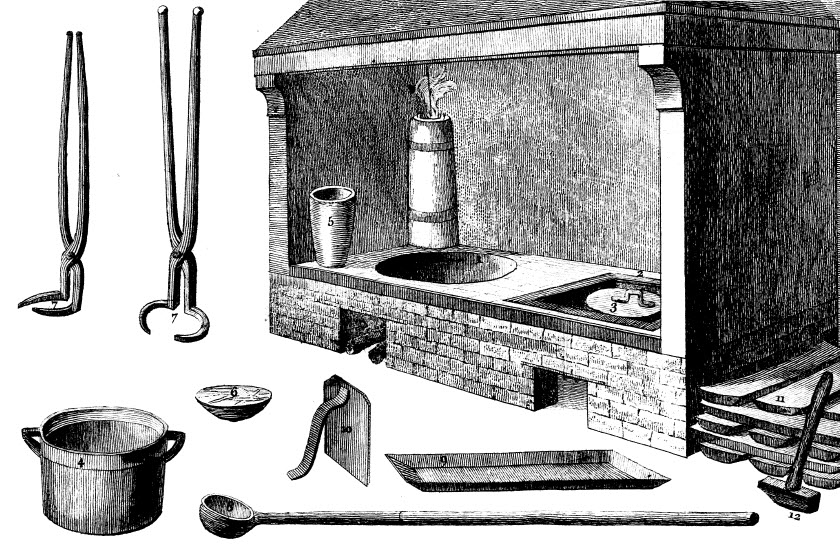
Fornello e attrezzi per lega tipografica - da Fournier, 1764

La lega tipografica è una lega metallica composta da piombo, stagno e antimonio per realizzare i caratteri mobili.
Il piombo è facile a fondersi e fornisce alla lega compattezza e duttilità, ma perde facilmente forma e non permette di ottenere oggetti di grande precisione.
Per questo motivo è unito all'antimonio, detto "regolo", che aumenta la durezza della lega e la resistenza dell'oggetto nel tempo.
Inoltre lo stagno tende a dilatarsi col calore, l'antimonio a restringersi, dunque i due effetti si bilanciano e si ottiene una lega molto stabile sia durante la lavorazione sia durante l'utilizzo.
Lo stagno, metallo raro e costoso al tempo della stampa a caratteri mobili, costituisce l'antiossidante e l'amalgamante. Inoltre aumenta la fluidità della lega fusa, che così aderisce meglio alla forma.
In Francia lo stagno non era inserito nella lega tipografica, in Italia era utilizzato già nel XVI secolo.
Il piombo è fatto fondere in una pentola di ghisa, contemporaneamente si fonde l'antimonio in un crogiolo, anch'esso in terracotta.
Una volta fuso, l'antimonio è versato nel recipiente col piombo. Infine si aggiunge lo stagno.
Le impurità sono separate dalla lega con l'ausilio di una schiumarola.
La lega così filtrata è colata in un recipiente detto cassetta per realizzare i cosiddetti pani di lega tipografica.
Per fabbricare i caratteri, la lega deve essere nuovamente fusa nel fornello e successivamente colata in uno stampo costituito da una forma e una matrice.